# Gmina Nõva
Gmina Nõva (est. Nõva vald) – gmina wiejska w Estonii, w prowincji Lääne.
W skład gminy wchodzi:
- 8 wsi: Rannaküla, Variku, Vaisi, Nõmmemaa, Nõva, Hindaste, Tusari, Peraküla.